# Santiago Zavala Galarreta
Santiago Zavala Galarreta, (Huamachuco, 25 de julio de 1844 - † Batalla de Huamachuco, 10 de julio de 1883) militar peruano, combatiente de la Guerra contra España y la Guerra del Pacífico. Luchó en las Campañas del Sur y la Campaña de la Breña, hizo la marcha al norte que culminó en Huamachuco su pueblo natal, falleciendo en la batalla del 10 de julio.

## Biografía
Fue hijo del coronel Mariano Zavala y la dama Eulalia Galarreta y Colina; nacido en el seno de una importante familia de Huamachuco a los 18 años abandonó su pueblo natal para en compañía de su padre dirigirse a la ciudad de Lima donde se inició en la carrera de las armas. En 1865 servía como oficial de caballería en el escuadrón Escolta del presidente Juan Antonio Pezet. En 1866 se plegó al movimiento restaurador encabezado por el general Mariano Ignacio Prado teniendo ocasión de combatir en las baterías del Callao cuando la escuadra española atacó el puerto el 2 de mayo de ese año.
Finalizada la guerra con España, se retiró del servicio activo estableciéndose en la ciudad de Ayacucho donde se dedicó al comercio pero volvería filas cuando en 1879 Chile declaró la guerra al Perú. Hizo las campañas del Sur, encontrándose presente en las batallas de San Francisco y Tarapacá como ayudante del entonces coronel Cáceres para luego de producidas las batallas por Lima partir a unirse a la resistencia de la sierra que encabezaba su antiguo jefe. Fue nombrado comandante del escuadrón de caballería Cazadores del Perú a cuyo mandó hizo la campaña del norte que por azar del destino habría de conducirle de regreso al hogar paterno en el cual aún moraban su madre y hermana. El día 8 de julio al mando de la caballería ocupó los suburbios de Huamachuco sosteniendo un reñido tiroteo con las fuerzas chilenas que se retiraban al cerro Sazón. Esa noche acompañado de los coroneles Leoncio Prado, Isaac Recavarren y Máximo Tafur se presentó en su antigua casa donde fue recibido afectuosamente por lo suyos y en cuya compañía permaneció hasta la madrugada del día 9 cuando se despidió de su familia para tomar su puesto al frente de su escuadrón.
Iniciada la batalla de Huamachuco el día 10 y encontrándose en el sector denominado la Calzada fue derribado de su caballo y muerto al frente de sus soldados, según el testimonio del alcalde de su pueblo Manuel Landauro, fue "dos veces ultimado, y profanado su cadáver como era de esperarse", lo que hace presumible que herido fuera repasado en el campo como lo fueron todos los combatientes peruanos que en el quedaron.
Recogido su cadáver por su madre y hermana fue enterrado en el cementerio local de donde en 1889 fue trasladado al Cementerio Presbítero Matías Maestro de Lima, siendo transferido a la Cripta de los Héroes en 1908 dentro del mismo cementerio. Hasta el momento de su muerte en 1898 la madre del héroe, cuya casa, según su propio testimonio fue saqueada por el ejército chileno luego de la batalla y ella reducida a la pobreza, recibió del gobierno peruano un modesto montepío como deuda de los militares caídos en la guerra.
Actualmente el Centro Escolar de Varones de Huamachuco lleva el nombre del héroe.